# Rudnica (Czarnogóra)
Rudnica (cyr. Рудница) – wieś w Czarnogórze, w gminie Pljevlja. W 2011 roku liczyła 130 mieszkańców.